# Дубровица (Гомельская область)
Дубровица (бел. Дубровіца) — деревня в Великоборском сельсовете Хойникского района Гомельской области Республики Беларусь.
Поблизости расположены месторождение железняка и торфа.

## География

### Расположение
В 15 км на северо-восток от районного центра и железнодорожной станции Хойники (на ветке Василевичи — Хойники от линии Гомель — Калинковичи), в 118 км от Гомеля.

## Транспортная сеть
Транспортные связи по автодороге Хойники — Речица. Планировка состоит из прямолинейной улицы, ориентированной с юго-запада на северо-восток, которая пересекается второй улицей. Жилые дома деревянные, усадебного типа.

## Этимология
«Dombrowica» упомянута в переписи еврейского населения в Овруцком уезде Киевского воеводства 1765 года, когда в ней жили 4 плательщика поголовщины, принадлежавшие к Хойникскому кагалу. На карте 1913 года имеет одноимённое название Домбровица.

## История

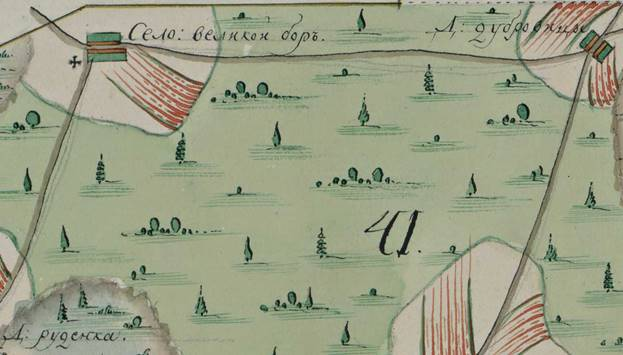
Великий Бор, Дубровица, Руденька на схематическом плане Речицкого уезда 1800 г.

Впервые упомянута в апреле 1765 года в переписи еврейского населения в Овручском повете Киевского воеводства; нехристианская часть жителей принадлежала к Хойникскому кагалу. По инвентарю 1844 года в составе поместья Хойники Владислава, сына Кароля, Прозора. В пореформенный период в Хойникской волости Речицкого уезда Минской губернии. Под 1876 году упоминается в числе селений Великоборского церковного прихода. Согласно переписи 1897 года действовал хлебозапасный магазин.
С 8 декабря 1926 года до 30 декабря 1927 года центр Дубровичского сельсовета Хойникского района Речицкого с 9 июня 1927 года Гомельского округов. В 1931 году организован колхоз. Во время Великой Отечественной войны оккупанты в мае 1942 года расстреляли 48 жителей (похоронены в могиле жертв фашизма на кладбище), а в июне 1943 года полностью сожгли деревню и убили 52 жителей. 40 жителей погибли на фронте. Согласно переписи 1959 года центр подсобного хозяйства «Дубровица» райсельхозхимии. Располагались клуб, библиотека, фельдшерско-акушерский пункт.
До 31 декабря 2009 года в составе Хойникского райсовета.

## Население

### Численность
2021 год —116 жителей, 47 хозяйств

### Динамика
- 1850 год — 12 дворов
- 1897 год — 224 жителя, 32 двора (согласно переписи)
- 1908 год — 245 жителей, 35 дворов
- 1930 год — 344 жителя, 58 дворов
- 1940 год — 457 жителей, 88 дворов
- 1959 год — 393 жителя (согласно переписи)
- 2004 год — 211 жителей, 81 хозяйство
- 2021 год —116 жителей, 47 хозяйств

## Инфраструктура
- Дубровицкое лесничество ГЛХУ "Хойникский лесхоз"[4]

## Культура
- Дубовицкий сельский клуб - библиотека — Филиал ГУК "Хойникский районный Дом культуры"

## Достопримечательность
- Городище-1 периода раннего железного века, 1-е тыс. да н.э., урочище Криков (Городок) —  Историко-культурная ценность Республики Беларусь, шифр 313В000795
- Городище-2 периода раннего железного века, 1-е тыс. да н.э., урочище Кориловка —  Историко-культурная ценность Республики Беларусь, шифр 313В000796
- Памятник погибшим в годы Великой Отечественной войны